# 立待角
立待角（英語：Tachimachi Point），是南極洲的海岬，位於毛德皇后地的哈拉爾王子海岸，處於呂佐夫-霍爾姆灣東北部的東翁古爾島東北端，根據日本探險隊的測量和拍攝的空中照片繪入地圖，現時由南極條約體系管理。

## 外部連結
- 本条目引用的公有领域材料来自美国地质调查局的文档 《立待角》 （資料來自地名信息系统）。

69°0′S 39°37′E / 69.000°S 39.617°E